# Yoshiro Abe
Yoshiro Abe (jap. 阿部 吉朗 Abe Yoshiro; ur. 5 lipca 1980) – japoński piłkarz występujący na pozycji napastnika.

## Kariera klubowa
Od 2002 do 2015 roku występował w klubach FC Tokyo, Oita Trinita, Kashiwa Reysol, Shonan Bellmare, Ventforet Kofu, Júbilo Iwata i Matsumoto Yamaga FC.